# 圣皮耶尔尼切托
圣皮耶尔尼切托（義大利語：San Pier Niceto），是意大利西西里大区墨西拿廣域市的一个市镇。总面积36平方公里，人口2996人，人口密度83.2人/平方公里（2009年）。ISTAT代码为083080。